# Written in Red
Albums de The Stranglers
About Time
(1995) Coup de Grace
(1998)
Written in Red est un album du groupe The Stranglers sorti le 27 janvier 1997 sur le label Eagle records.

## Titres
1. Valley of the Birds – 3:15
2. In Heaven She Walks – 3:49
3. In a While – 3:19
4. Silver into Blue – 3:28
5. Blue Sky – 3:41
6. Here – 4:21
7. Joy de Viva – 3:39
8. Miss You – 3:52
9. Daddy's Riding the Range – 4:19
10. Summer in the City – 3:27
11. Wonderful Land – 3:41